# Jenikale
Jenikale (ukrajinsko Єні-Кале, Jeni-Kale; rusko Еникале, Jenikale; turško Yenikale; krimskotatarsko Yeñi Qale, zapisano tudi kot Yenikale in Eni-Kale ter Yeni-Kaleh ali Yéni-Kaleb) je trdnjava na obali Kerškega preliva v mestu Kerč.

## Zgodovina
Jenikale so zgradili osmanski Turki v letih 1699–1706 na polotoku Kerč, ki je pripadal Krimskemu kanatu. Ime Yenikale v turščini pomeni Novi grad (yeni - nov, kale - grad). Trdnjava je bila zgrajena pod vodstvom Goloppa, ki je bil Italijan spreobrnjen v islam. Pri gradnji je sodelovalo tudi več francoskih inženirjev.
Jenikale je bila oborožena z močnimi topovi in je zasedala pomembno strateško mesto na obali Kerškega preliva. Trdnjava je zavzemala površino 25.000 m² in je imela dve skladišči smodnika, arzenal, rezervoar za vodo, bivalne hiše, kopališče in mošejo. Trdnjava je imela obliko nepravilnega peterokotnika, po strmem reliefu pa je bila na več nivojih. V vogalih je bilo pet pol-bastijonov, ki so zdržali dolgo obleganje in močan topniški ogenj. Nekateri od njih so bili razširjeni daleč preko oboda obzidja. Tako se je območje uničenja sovražnika znatno povečalo in pojavila se je možnost bočnega obstreljevanja ozemlja ob obzidju. Dodaten obrambni sloj je bil jarek, ki je trdnjavo obkrožal s treh strani, z izjemo obalne strani. Približno 800 turških in 300 krimsko-tatarskih vojakov je bilo v garniziji Jenikale. Šibko mesto trdnjave je bilo pomanjkanje pitne vode na tem območju, zato je bila narejena podzemna vodovodna napeljava za dovajanje vode iz izvira, ki se bil nekaj kilometrov stran od trdnjave. Jenikale je služila tudi kot prebivališče paše.
Med rusko-turško vojno 1768–1774 je ruska vojska poleti 1771 napadla Krim. Čeprav so vnaprej prispele okrepitve iz Osmanskega cesarstva, so se Turki odločili, da zapustijo Jenikale. Ruske enote pod poveljstvom generala Nikolaja Borzova so v trdnjavo vstopile 21. junija 1771. Abaza Mohamed paša, ki je bil poveljnik Jenikale, je pobegnil v Sinop, sultan pa ga je zaradi številnih vojaških neuspehov obsodil na smrt.
Po Kučukkajnarškem miru leta 1774 sta bila Kerč in trdnjava Jenikale prepuščena Rusiji. Trdnjava je postala del mestne občine Kerč-Jenikale Tavridske gubernije.
Pod Osmani je v trdnjavi Jenikale deloval velik trg sužnjev. Po ruski osvojitvi je trgovina s sužnji upadla.
V 19. stoletju so Rusi trdnjavo uporabljali kot vojaško bolnišnico. Od 1880-ih je bila Jenikale popolnoma zapuščena.

## Trdnjava danes
Danes ruševine Jenikale pogosto obiskujejo turisti. Trdnjava je dobila status arhitekturnega spomenika, ki ga varuje država. Tudi sosednje okrožje Kerč se imenuje Jenikale.
Kljub temu, da so v drugi polovici 20. stoletja v Jenikale izvedli številna obnovitvena dela, je skoraj vsa trdnjava v ruševinah. Najbolje so ohranjena vrata, drobci trdnjavskih zidov in polbastijon z obalne strani.
Neposredno skozi ozemlje trdnjave teče enotirna železniška proga, ki povezuje Kerč s trajektnim prehodom Kerč. Vibracije, ki jih povzroča gibanje vlakov, ogrožajo postopno uničenje spomenika. Zagon Krimskega mostu, prenos železniškega toka nanj in zaprtje odcepa, ki poteka skozi trdnjavo, bodo ohranili zgodovinski objekt.

## Galerija
- Trdnjava Jenikale
- Južna vrata Jenikale
- Severno obzidje trdnjave Jenikale
- Jenikale, obalna stran
- Turška trdnjava
- Vzhodna vrata